# Estola flavobasalis
Estola flavobasalis är en skalbaggsart som beskrevs av Stefan von Breuning 1940. Estola flavobasalis ingår i släktet Estola och familjen långhorningar. Inga underarter finns listade i Catalogue of Life.